# 瓦达马杜赖

瓦达马杜赖（Vadamadurai），是印度泰米尔纳德邦Dindigul县的一个城镇。总人口15418（2001年）。

## 人口
该地2001年总人口15418人，其中男性7724人，女性7694人；0—6岁人口1949人，其中男974人，女975人；识字率60.44%，其中男性为69.51%，女性为51.33%。